# كاديلاك XTS
XTS هي سيارة فاخرة كبيرة الحجم وجديدة كلياُ من كاديلاك، جاءت لتأخذ مكان طرازي STS وDTS اللذين أوقف إنتاجهما نهائياً، وقد بدأت شركة كاديلاك بإنتاج طراز XTS في شهر مايو عام 2012، في مصنع أوشاوا للتجميع في محافظة اونتاريو في كندا.
يجمع طراز كاديلاك XTS الجديد كليا روح الفخامة والرياضية والأناقة التي تعكس فلسفة كاديلاك لسيارتها المستقبلية، حيث يتميز طرازXTS الجديد، بالأضواء الأمامية الطولية المتكيفة ذات المنظر الجميل، التي تتجه تبعاً لحركة العجلات الأمامية، والتي تمّ تزويدها بتقنية LED النهارية. بالإضافة إلى الشبك الأمامي الثوري والمتصل بالصادم الأنيق، الذي يحتوي على ثلاث فتحات تبريد، وأضواء ضباب صغيرة مخفية على جوانبه.
وتمتد الخطوط الجانبية البارزة بانسيابية إلى الخلف، لتتلاقى مع الأضواء الخلفية الرفيعة ومع غطاء صندوق الأمتعة المنحدر للأسفل المزين بضوء توقف كبير، والذي يتمد ليتصل بالصادم الخلفي البارز مع فتحتيّ عادم على جانبيه من الكروم. وزودت كاديلاك XTS أيضا بإطارات أنيقة، من قياس 19 انش أو 20 انش.
أما المقصورة الداخلية لطراز كاديلاك XTS، فيزخر تصميمها بالعديد من المواد عالية الجودة مثل الجلد والخشب والكروم، كما يبرز تطوّرها التكنولوجيّ من خلال عجلة القيادة متعددة الوظائف، المجهزة بأزرار تمكنك من التحكم بمستوى الصوت والموسيقى والراديو، والإجابة على الهاتف، والتحكم بمثبت السرعة.
بالإضافة إلى كونسول وسطي حديث ومتطور مجهز بشاشة تعمل باللمس، يُعرض من خلالها العديد من الوظائف المعلوماتية والترفيهية، مثل نظام ملاحة ثلاثي الأبعاد، ونظام الموسيقي والراديو. كما وجهز الكونسول الوسطي بحجرة تخزين أسفل شاشة العرض، تفتح كهربائيا، لوضع الأجهزة المحمولة وربطها بخاصية البلوتوث.

## وصلات خارجية
- تقرير كاديلاك XTS